# Symfonie nr. 5 (Badings)
Henk Badings voltooide zijn Symfonie nr. 5 in de eerste helft van 1949. 

## Inleiding
Badings viel na de Tweede Wereldoorlog enige tijd in ongenade. Hij had zich, aldus was de mening, iets te veel naar de Duitse bezetter geplooid, waaronder zijn leiderschap over het Koninklijk Conservatorium dat toen op last van dezelfde bezetter Rijksconservatorium moest noemen. Het weerhield het Rotterdams Philharmonisch Orkest en het Concertgebouworkest er niet van zijn werken te spelen. Het orkest uit Rotterdam gaf de première van zijn Symfonie nr. 4; het orkest Amsterdam gaf opdracht voor zijn Symfonie nr. 5. Het Amsterdamse orkest bestond zestig jaar.
Het werk kent de traditionele opbouw van vier delen:
- Lento – allegro (van langzaam naar snel)
- Scherzo, Presto (snel)
- Largo (langzaam)
- Presto (snel)

De symfonie is muziektheoretisch opgehangen aan drie hoofdthema’s: een kleine terts (te horen in de pauken, een thema gebracht door de strijkinstrumenten en een chromatisch motief.  
In september 1949 berichtte De Telegraaf als een van de eersten de uitvoering van deze symfonie van Badings door het Concertgebouworkest onder leiding van Eduard van Beinum. Van Beinum was nogal gecharmeerd van de Badings' muziek, wellicht de reden voor de opdracht tot dit werk. De krant constateerde in hetzelfde seizoen 1949/1950 drie belangwekkende werken, deze symfonie nr. 5 van Badings; de Symfonie nr. 5 van Matthijs Vermeulen en balletmuziek van Bertus van Lier.
Het werk werd volgens de pers goed ontvangen door het publiek, maar de recensenten waren minder enthousiast. Het Algemeen Handelsblad vond de symfonie sympathiek, maar onvoldoende doorontwikkeld.   Bertus van Lier omschreef het werk in Het Parool wel als richting Eigentijdse klassieke muziek maar dan vooral met (te) veel hang naar het oude (Richard Strauss en Max Reger), alsof de componist het publiek niet wilde afschrikken met te moderne muziek.  Dit werd ook door andere kranten rondom deze première bericht; te weinig vernieuwing; Badings herhaalt zich.  Van Beinum leidde het werk drie maal (twee maal in Amsterdam en een maal in Den Haag), daarna niet meer. Opmerkelijk is te noemen dat bij een Amerikaanse tournee in 1954 niet deze Vijfde Symfonie van Badings meeging, maar Symfonie nr. 2, waarmee deze laatste maar liefst elf uitvoeringen kreeg in dat jaar door dat orkest.      
Het werk duurt ongeveer 25 minuten.
Het werk heeft in 2024 een beperkte discografie; het deelt wat dat betreft het lot met de genoemde symfonie van Vermeulen. Van de balletmuziek van Van Lier werd niets meer vernomen. Het Concertgebouworkest voerde in 1949/1950 alleen diens Het Hooglied uit onder leiding van de componist zelf, dat werk was van eerder datum en had daarvoor al diverse uitvoeringen verkregen.